# اليسار الاشتراكي (بيرو)
اليسار الٕاشتراكي (بالإسبانية: Izquierda Socialista)‏ عبارة عن تحالف انتخابي في بيرو تم تشكيله من قبل حزب اليسار الٕاشتراكي والحركة الٕاشتراكية غير الحزبية في عام 1989م. في الانتخابات الرئاسية عام 1990م، رشَّح لحزب ألفونسو بارانتيس لينجان، المرشح الرئاسي لعام 1985م، لكنه خسر.